# Mercedes-Benz Classe SL
La Mercedes-Benz Classe SL è una serie di automobili sportive e di lusso prodotte dalla casa automobilistica tedesca Mercedes-Benz e, a partire dall'ottava generazione, dal reparto sportivo Mercedes-AMG. L'acronimo SL deriva infatti dalle iniziali delle parole Sport e Leicht, che in tedesco significano Sportività e Leggerezza.
Derivate dalla 300 SL da competizione presentata nel 1952 e dalla 300 SLR del 1955, dal 1954 ad oggi sono state presentate 8 diverse generazioni di SL.

## Serie

### W198
La Mercedes-Benz 300SL, che segna la nascita della Classe SL, venne inizialmente proposta come una due posti sportiva dalla grande particolarità delle portiere che si aprivano ad ali di gabbiano (incernierate al tetto). Successivamente fu però prodotta anche in versione roadster (con portiere classiche). Era equipaggiata dal motore M198.

### W121BII
Più conosciuta con la denominazione commerciale di Mercedes-Benz 190SL, questo modello affiancò la 300SL durante quasi tutta la sua carriera, e ne rappresentava una versione più economica. Montava il 1.9 M121 monoalbero.

### W113
Tutte le versioni della Mercedes SL W113 erano spinte da motori a 6 cilindri in linea disponibili in tre diverse cilindrate, che davano un relativo nome alla versione:
- SL 230 da 2.3 l, prodotto sin dal 1963.
- SL 250 da 2.5 l, introdotto nel 1967.
- SL 280 da 2.8 l, introdotto nel 1968 e successivamente (1971) sostituito da un nuovo motore montato sulla 350SL e 450SL del modello successivo (R 107).

La trazione posteriore e il sistema di sospensioni posteriori indipendenti garantirono inoltre maggiore guidabilità e prestazioni.
La maggior parte di queste vetture fu venduta sia con il tettuccio rigido che con la copertura ripiegabile in tela.

### R107
La Mercedes-Benz R107, terza serie della Classe SL, venne proposta nelle seguenti versioni:
- 350SL - 1970 - 1980
- 450SL - 1973 - 1980
- 280SL - 1974 - 1980
- 380SL - 1980 - 1986
- 500SL - 1980 - 1989
- 300SL - 1986 - 1989
- 420SL - 1986 - 1989
- 560SL - 1986 - 1989

### R129
La Mercedes-Benz R129, venduta dal 1989 al 2001, prodotta in versione cabrio con hard-top opzionale. Si tratta, come buona parte delle vetture della classe SL, di un'automobile elegante e sportiva. Quest'ultimo aspetto si nota particolarmente nelle versioni di maggiore cilindrata e nelle elaborazioni AMG.